# Stazione di Pinarolo Po
Stazione di Pinarolo Po vasútállomás Olaszországban, Lombardia régióban, Pinarolo Po településen.

## Vasútvonalak
Az állomást az alábbi vasútvonalak érintik:
- Pavia–Stradella-vasútvonal

## Kapcsolódó állomások
A vasútállomáshoz az alábbi állomások vannak a legközelebb:
- Stazione di Barbianello
- Stazione di Bressana Argine